# مؤشر MSCI للأسواق الناشئة
تعد MSCI Inc (المعروفة سابقًا باسم مؤشر  مورجان ستانلي كابيتال إنترناشيونال و MSCI Barra ) ، هو المزود العالمي صناديق الأسهم والدخل الثابت ومؤشرات أسواق صناديق التحوط وأدوات تحليل مؤشر البورصة الأصول المتعددة . تنشر فهارس MSCI BRIC و MSCI World و MSCI EAFE . يقع المقر الرئيسي للشركة في 7 مركز التجارة العالمي في مانهاتن ، مدينة نيويورك ، الولايات المتحدة.
مؤشر MSCI للأسواق الناشئة، والذي تصدره "مورغان ستانلي"، يضم أسواقاً من 23 دولة تمثل 10% من القيمة السوقية للأسواق العالمية. وترتكز معايير الانضمام لمؤشر MSCI على السيولة وسهولة الاستثمار والشفافية.
كما تملك الصين 26% من أوزان المؤشر، تليها كوريا الجنوبية وتايوان ويضم المؤشر 4 أسواق عربية هي السعودية ومصر والإمارات وقطر.
ويخضع المؤشر لمراجعة نصف سنوية في مايو ونوفمبر من كل عام.

## التاريخ
في عام 1968 ، نشرت Capital International مؤشرات تغطي سوق الأسهم العالمي للأسواق غير الأمريكية. في عام 1986 ، قام مورجان ستانلي بترخيص حقوق المؤشرات من Capital International ووصفها بأنها مؤشر (مؤشر  مورجان ستانلي كابيتال إنترناشيونال). بحلول الثمانينيات من القرن الماضي، كان مؤشر MSCI هي المؤشرات الأساسية المرجعية خارج الولايات المتحدة قبل انضمامها إلى FTSE و سيتي بنك وستاندرد آند بورز . بعد أن بدأت داو جونز تطفو في وزن صناديق المؤشرات، تبعتها MSCI. في عام 2004 ، استحوذت MSCI على Barra، Inc. ، لتشكيل MSCI Barra. في منتصف عام 2007 ، قررت الشركة الأم مورجان ستانلي تصفية MSCI ، وربما تنفصل عنها. أعقب ذلك طرح عام أولي لأقلية من الأسهم في نوفمبر 2007. تم الانتهاء من سحب الاستثمارات في عام 2009. يقع المقر الرئيسي للشركة في مدينة نيويورك .
بعض الشركات في مجموعة نظراء MSCI تشمل Glass Lewis و Factset و معهد صندوق الثروة السيادية و ستاندرد آند بورز .

## الاستحواذ
استحوذت MSCI رسميًا على كل من مجموعة RiskMetrics . و Measurisk  في عام 2010 ، بالإضافة إلى بنك بيانات الاستثمار العقاري في عام 2012. في عام 2013 ، استحوذت MSCI على Investor Force من مجموعة ICG (المعروفة سابقًا باسم Internet Capital Group ) في عام 2013. في أغسطس 2014 ، حصلت MSCI على تصنيفات GMI.

## المؤشرات
تم احتساب مؤشرات MSCI للأسهم العالمية منذ عام 1969 وتشمل MSCI World  و MSCI EAFE. في البداية، استخدمت الشركة ثمانية عوامل في تطوير مؤشراتها: الزخم، التقلب، القيمة، الحجم، النمو، الاستقامة في الحجم، السيولة، والرافعة المالية.
في عام 2018 ، أعلنت MSCI أنها ستبدأ بإدراج أسهم "A" من الصين في مؤشر الأسواق الناشئة. في البداية، حصلت الشركات الصينية المحلية على ترجيح بنسبة 5٪ في المؤشر على الرغم من أن المنهجية المعلنة دعت إلى ترجيح بنسبة 40٪. في حين أن MSCI هي آخر مزود لمؤشر يشمل الشركات، إلا أن القرار أثبت أنه مثير للجدل، مما أثار انتقادات وأسئلة من السناتور ماركو روبيو . في فبراير 2019 ، ذكرت صحيفة وول ستريت جورنال أن القرار كان نتيجة لضغوط من الحكومة الصينية. في مارس 2019 ، ذكرت قناة سي إن بي سي الامريكية أن MSCI ستضاعف أربعة أضعاف وزن أسهم الشركات الصينية في معاييرها العالمية.

## روابط خارجية
- الموقع الرسمي